# ريكاردو بينتو (لاعب كرة قدم)
ريكاردو بينتو هو لاعب كرة قدم برتغالي، ولد في 12 يونيو 1993 في ماتوسينهوس في البرتغال. لعب مع نادي ليتشويس.

## وصلات خارجية
- ريكاردو بينتو على موقع قاعدة بيانات كرة القدم.إي يو (الإنجليزية)
- ريكاردو بينتو على موقع Soccerway.com (الإنجليزية)